# Mouk
Mouk ist sowohl ein französisches Kinderbuch als auch eine Fernsehserie für Kinder von Marc Boutavant. Es ist nach dem Hauptakteur, einem kleinen Bären, benannt.

## Handlung
Mouk ist ein kleiner Bär, der gerne auf Reisen geht, sei es nun mit dem Fahrrad oder zu Fuß. Seine besten Freunde sind der Bär Popo und der Kater Chavapa, die sich oft wundern, warum ihr Freund nicht so häuslich ist. Mouk hat durch seine Reisen überall auf der Welt Freunde, bei denen er oft zu Gast ist, wenn er vorbeikommt. Ist er mal bei sich zu Hause, hält er über das Internet mit ihnen Kontakt. Von familiären Beziehungen seinerseits wird dem Zuschauer bzw. Leser jedoch kaum etwas näher gebracht.

## Fernsehserie
In der Serie Mouk, der Weltreisebär ist Mouk mit seinem Freund Chavapa in der Welt unterwegs. Dabei lernen sie viele fremde Kulturen und Umgebungen kennen. Ihre Erlebnisse erzählen sie übers Internet ihrem Freund Popo und dessen Zwillingsschwester Mita. Die Serie wurde deutsch erstmals auf Kika ausgestrahlt.

### Synchronisation
Die deutsche Synchronisation wird von Studio Hamburg Synchron mit Dialogregie durch Marion von Stengel erstellt.
| Rolle   | Originalsprecher | Deutsche Synchronisation |
| ------- | ---------------- | ------------------------ |
| Chavapa | Tania Farchy     | Sven Nowatzky            |
| Mouk    | Rachel Williams  | Philipp Draeger          |
| Alice   | -                | Franciska Friede         |
| Bouba   | -                | Jens Wendland            |
| Giao    | -                | Sandra Quadflieg         |

## Bücher
Von Mouk gibt es verschiedene Bücher, die auf Deutsch alle von Reprodukt veröffentlicht wurden. Bisher erschienen:
- Mouk: Helden der Pedale
- Die große Reise des kleinen Mouk
- Mouk langweilt sich

Die Bücher weisen eine große Ähnlichkeit mit Comics auf, da darin auch Sprechblasen vorkommen, allerdings wird auf Panels verzichtet.

## Unterschied zwischen Büchern und Fernsehserie
In der Fernsehserie fahren Mouk und Chavapa mit dem Fahrrad um die Welt, während Mouk im Buch „Die große Reise des kleinen Mouk“ die Reise alleine antritt. Chavapa ist in „Mouk: Helden der Pedale“ sein Wegbegleiter; allerdings unternahmen sie dabei nur eine kleine Radtour durch den Wald. Popo, der in der Fernsehserie meistens zu Hause sitzt, ist in diesem Buch auch dabei.